# Gargnäs kyrkobokföringsdistrikt

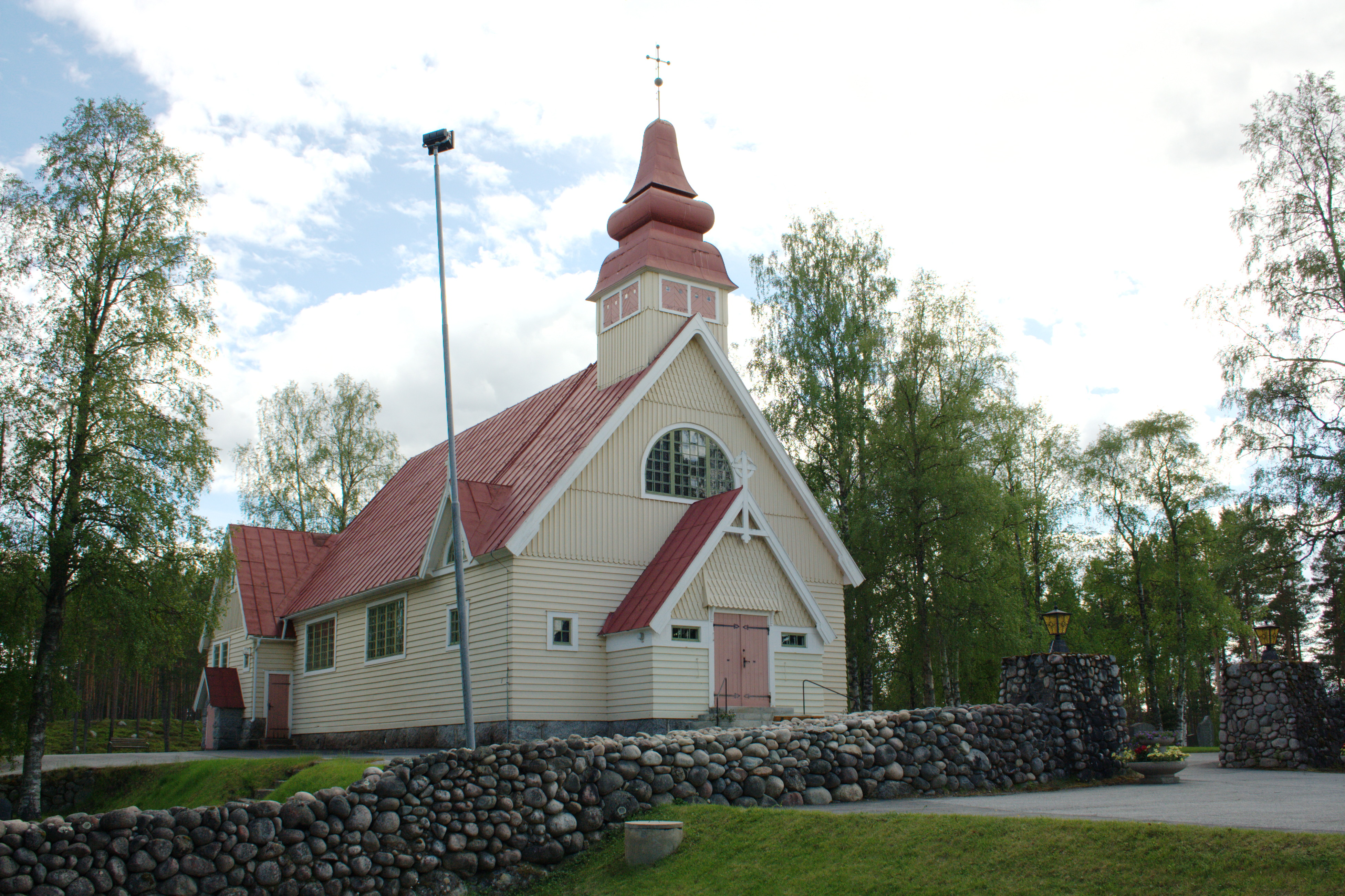
Gargnäs kyrka.

Gargnäs kyrkobokföringsdistrikt var ett kyrkobokföringsdistrikt (ofta förkortat kbfd) i Sorsele församling i Luleå stift. Dessa distrikt utgjorde delar av en församling i Sverige som i folkbokföringshänseende var likställd med en församling. Distriktet bildades den 1 maj 1923 (enligt beslut den 26 maj 1922) när Sorsele församling delades upp på två kyrkobokföringsdistrikt (Gargnäs och Sorsele) och upplöstes den 1 januari 1962 då kyrkobokföringsdistriktet bildade Gargnäs församling.
Kyrkobokföringsdistriktets namn och dess gränser fastställdes genom beslut den 24 april 1923.
Gargnäs kyrkobokföringsdistrikt hade församlingskoden 242200.

## Areal
Gargnäs kyrkobokföringsdistrikt omfattade den 1 januari 1961 en areal av 854,17 kvadratkilometer, varav 772,17 kvadratkilometer land.